# Melomys bannisteri
Melomys bannisteri är en gnagare som först beskrevs av D. J. Kitchener och I. Maryanto 1993. Den ingår i släktet Melomys och familjen råttdjur. IUCN kategoriserar arten globalt som starkt hotad. Inga underarter finns listade i Catalogue of Life. Arten lever på en, möjligen två öar i den indonesiska ögruppen Moluckerna.

## Beskrivning
Arten är en liten råtta, med en kroppslängd från nos till svansrot på 11 till 11,5 cm, en svanslängd på 10,5 till 12 cm, och en vikt mellan 45 och 62 g. Pälsen på ryggsidan är mellanbrun med svarta till gråa hårspetsar. Undersidan, inklusive läppar, strupe, bröst och delar av benen är vita. Svansen är brungrå på ovansida och sidor, mörkare grå på undersidan.

## Utbredning
Melomys bannisteri är endemisk för ön Kai Besar i den indonesiska ögruppen Moluckerna och eventuellt även för ön Kai Taam i samma ögrupp.

## Ekologi
Arten är dåligt känd, men man antar att den lever på marken i fuktig, tropisk skog från havsytans nivå upp till 500 meters höjd.
IUCN har rödlistat arten som starkt hotad ("EN") på grund av dess begränsade utbredning och på grund av att utbredningsområdena är hotade av skogsavverkning. Då arten visat sig vara relativt tolerant mot störningar och uppträda i andra habitat, har IUCN övervägt att sänka rödlistningskategorin till sårbar ("VU").

## Taxonomi
Vissa auktoriteter har tidigare (1995) fört arten till Melomys lutillus på grund av de båda taxonens morfologiska överensstämmelse. Mot det har invänts att M. lutillus endast lever på Nya Guinea, och då vattnan mellan den ön och ön (eller öarna) där M. bannisteri lever, är djupa är det osannolikt att några exemplar av M. lutillus skulle kunna ha tagit sig dit, och numera (2018) betraktas M. bannisteri allmänt som en sann art.